# Río Carinhanha
El río Carinhanha (en portugués: Rio Carinhanha: Rio Cariñaña) es un río de Bahía y Minas Gerais estados en Brasil oriental.
Se encuentra en la parte oriental del país, a 500 km al este de la capital, Brasilia.
La cuenca y alrededores del río Carinhanha son un mosaico de tierras de cultivo y vegetación natural.
Mide 468 km de largo y es un afluente del río San Francisco.